# Saint-Pierre-Aigle
Saint-Pierre-Aigle är en kommun i departementet Aisne i regionen Hauts-de-France i norra Frankrike. Kommunen ligger  i kantonen Vic-sur-Aisne som ligger i arrondissementet Soissons. År 2022 hade Saint-Pierre-Aigle 332 invånare.

## Befolkningsutveckling
Antalet invånare i kommunen Saint-Pierre-Aigle
Referens: INSEE